# Thomas Luckmann
Thomas Luckmann, född 14 oktober 1927 i Jesenice i Slovenien, död 10 maj 2016, var en tysk sociolog vars främsta områden var kommunikationssociologi, kunskapssociologi, religionssociologi och vetenskapsteori.

## Biografi
Thomas Luckmann föddes som Tomaž Luckmann i staden Jesenice i Slovenien. Hans far var från Österrike och hans mor från Slovenien, vilket ledde till att han växte upp med både slovenska och tyska som språk. Efter andra världskriget flyttade familjen till Österrike och Thomas började studera sociologi vid universiteten i Wien och Innsbruck. Senare flyttade han vidare till USA där han studerade vid New School for Social Research i New York.
Thomas Luckmann arbetade som professor i sociologi vid Universität Konstanz i Tyskland och var professor emeritus från 1994. Han var gift med sociologen Benita Luckmann (1925-1987) och hade en dotter.

## Teorier

### Social Konstruktivism
Tillsammans med Peter L. Berger skrev Thomas Luckmann 1966 boken The Social Construction of Reality , där de med inspiration från Karl Marx, symbolisk interaktionism och fenomenologi formulerar en teori om hur vardagskunskapen konstrueras i den sociala interaktionen och ingår i samspelet mellan individ och samhälle. (Boken gavs 1979 ut på svenska med titeln: Kunskapssociologi-Hur individen uppfattar och formar sin sociala verklighet.) Den grundläggande sociala dialektiken innehåller tre element: externalisering, objektivering och internalisering. Genom rutinisering av handlingar, vanebildning, typifikationer och uppkomst av legitimeringar och symboliska universum konstrueras objektiva sociala institutioner och roller som blir meningsbärande i en gemensam symbol- och föreställningsvärld. De blir därmed en oberoende och objektiv social realitet, som de enskilda individerna internaliserar och tar för given i vardagen.